# 高新北站
高新北站是一个属于深圳地铁13号线的地铁车站，位于中华人民共和国广东省深圳市南山区科苑路与朗山路交叉口。本站预计将于2025年随深圳地铁13號綫正式启用。

## 车站结构
本站为地下二层岛式车站。

### 车站楼层
| 地面              | -    | 出入口 |   |  |
| 地下一层          | 站厅 | 售票机、客务中心、车站控制室 |   |  |
| 地下二层          | 月台 | \| \| 2 \| 13號線往深圳湾口岸（高新中） \| \| \| \| 島式 · 開左邊车门 \| \| \| \| \| \| \| \| 13號線往上屋（西丽高铁站） \| 1 \| \| |   |  |
|                   | 2    | 13號線往深圳湾口岸（高新中） |   |  |
| 島式 · 開左邊车门 |      | |   |  |
|                   |      | 13號線往上屋（西丽高铁站） | 1 |  |

## 历史
- 2017年7月26日，深圳市地铁集团有限公司发布《深圳市城市轨道交通13号线工程环境影响报告书》，其中包含本站，工程名为松坪站[2]。
- 2022年4月22日，深圳市规划和自然资源局发布《关于〈深圳市轨道四期相关线路站名规划〉批准方案的公告》，本站由工程名“松坪站”更名为正式站名“高新北站”[3]。
- 2022年7月25日，本站主体围护结构顺利实现全围闭[1]。